# Klaster (ekonomia)
Klaster (ang. industrial cluster, business cluster) – skoncentrowana przestrzennie (geograficznie) grupa przedsiębiorstw pochodzących z tego samego lub pokrewnych sektorów, a także instytucji i organizacji, powiązanych ze sobą siecią pionowych i poziomych zależności, konkurujących i współpracujących ze sobą.
Obecność w klastrze daje przedsiębiorstwom szereg korzyści i pozwala wzmocnić ich przewagę konkurencyjną.

## Historia

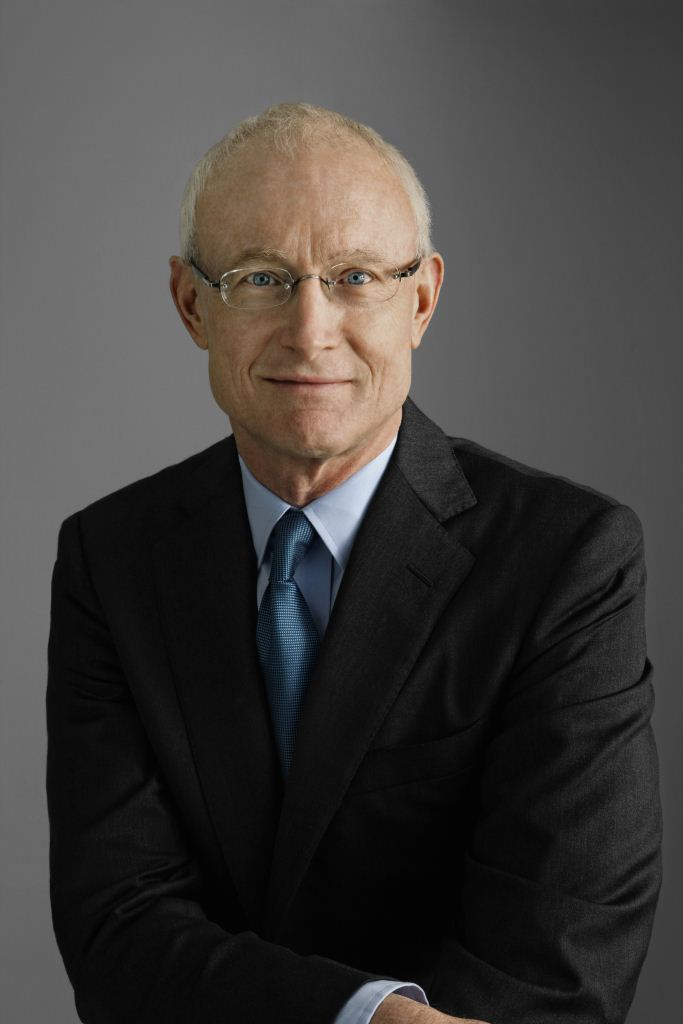
Michael Porter

Za prekursora koncepcji klastra uznaje się brytyjskiego ekonomistę Alfreda Marshalla, który analizując skłonność firm z sektorów produkcyjnych w Anglii do lokowania się w dystryktach przemysłowych w pobliżu konkurentów, dostawców i klientów, stworzył pojęcie tzw. zewnętrznych korzyści skali (ang. external economies of scale). Wynikały one z powstania na danym obszarze grupy wyspecjalizowanych dostawców i odbiorców, rozwoju lokalnego rynku pracy oraz przepływu wiedzy między przedsiębiorstwami.
Do koncepcji dystryktu przemysłowego Alfreda Marshalla nawiązywało wiele późniejszych koncepcji i opracowań, które opisywały zjawiska podobne do klastra lub zawierały pewne elementy koncepcji klastra (m.in. koncepcje stref wzrostu, klastra regionalnego, bloków kompetencji, tzw. nowych obszarów przemysłowych, lokalnych systemów innowacyjnych, terytorialnego kompleksu przemysłowego, obszaru zasobowego, technopolis, regionu uczącego się oraz sieci).

### Koncepcja klastrów Michaela Portera
Koncepcja klastrów została spopularyzowana w zarządzaniu przez amerykańskiego ekonomistę Michaela Portera, który opisał ją po raz pierwszy w wydanej w 1990 książce The Competitive Advantage of Nations. Przedstawił w niej wyniki badań przeprowadzonych w 10 państwach. Porter poszukiwał odpowiedzi na pytanie, co sprawia, że przedsiębiorstwa i sektory działające w jednym państwie są tak konkurencyjne na rynkach światowych.
W swojej późniejszej książce, On Competition, zdefiniował on klastry jako geograficzne skupiska powiązanych ze sobą przedsiębiorstw, wyspecjalizowanych dostawców, usługodawców, firm z pokrewnych sektorów oraz stowarzyszonych instytucji, które konkurują i współpracują ze sobą. Tworzą je zarówno firmy z zaawansowanych technologii, jak i tradycyjnych sektorów; z sektorów produkcyjnych, jak i usługowych.
Zdaniem Portera klastry wzmacniają konkurencyjność krajów i regionów na trzy podstawowe sposoby:
- zwiększają produktywność działających w nich firm,
- podnoszą poziom innowacyjności (co także wpływa pozytywnie na ich produktywność) dzięki m.in. współpracy z otoczeniem i łatwiejszemu dostępowi do zewnętrznych źródeł wiedzy i informacji (tzw. otwarty model innowacji, ang. open innovation),
- stwarzają korzystne warunki dla powstawania nowych firm.

Do analizy wpływu otoczenia na wyniki firm w klastrze wykorzystywany jest Diament Portera.

### Cechy klastrów
Granice klastrów są często trudne do określenia i mogą przecinać granice administracyjne miast, regionów i państw.
Charakterystyczną cechą klastrów jest to, że przedsiębiorstwa w nich skupione konkurują ze sobą, ale jednocześnie współpracują w tych obszarach, gdzie możliwe jest wyzwolenie efektów synergicznych wspólnych działań (np. wspólne prace badawczo-rozwojowe). Konkurencja nie wyklucza wzajemnych, korzystnych interakcji z innymi przedsiębiorstwami, a może stać się motorem ich rozwoju. To zjawisko określa się w zarządzaniu słowem koopetycja lub kooperencja (ang. co-opetition, będące połączeniem słów cooperation i competition). Taka sytuacja jest możliwa, gdy koncentracja specyficznych w danym sektorze zasobów i kompetencji osiągnie masę krytyczną, przy której klaster staje się atrakcyjnym ośrodkiem i przyciąga dalsze zasoby. Przykładem takiego efektu jest Dolina Krzemowa w Stanach Zjednoczonych, w której rozwój przemysłu technologii informatycznych przyciągnął i nadal przyciąga najlepszych informatyków z całego świata, sprawiając, że przedsiębiorstwa informatyczne tam zlokalizowane coraz bardziej powiększają swoją przewagę wobec konkurencji.
W sieć powiązań klastra poza przedsiębiorstwami włączone są również inne instytucje i organizacje, takie jak ośrodki naukowe, jednostki badawczo-rozwojowe czy organizacje prywatne. Wyzwala to znaczny potencjał innowacyjny takiej formy organizacyjno-przestrzennej przemysłu. Wzajemne powiązania poszczególnych podmiotów mają często charakter nieformalny i w części bazują na dużej rotacji kadr wewnątrz klastra.
Efekt synergiczny klastra polega przede wszystkim na:
- dyfuzji know-how oraz rotacji kadr w ramach klastra
- zwiększeniu produktywności w ramach klastra poprzez skupienie zasobów
- otwartości na innowacje i zdolności ich absorpcji
- przyciąganiu nowych zasobów i przedsiębiorstw

Efekty synergiczne związane są ściśle z zaufaniem społecznym i kapitałem społecznym. Do przepływu i wymiany wiedzy (zwłaszcza tzw. wiedzy ukrytej) i informacji niezbędny jest wysoki poziom zaufania między ludźmi.
Rozwinięte klastry mogą funkcjonować przez dziesiątki lat, jednak nie ma żadnej gwarancji, że klaster się rozwinie, ani też, że utrzyma on zdolność do konkurowania.

## Cykl życia klastra
Teorie powstawania i zamierania klastra koncentrują się na czynnikach lokalizacyjnych lub efektach zewnętrznych związanych z koncentracją produkcji. Dekoncentracja produkcji występuje często wtedy, gdy pojawia się potrzeba ulokowania bliżej nowych, rozwijających się rynków zewnętrznych lub w celu zyskania dostępu do rozproszonej, międzynarodowej siły roboczej. Dekoncentracji sprzyja także przeludnienie w miejscu dotychczasowej produkcji oraz wysokie opłaty (np. czynsze) lokalne.
„Niestety, te same czynniki, które sprzyjają powstawaniu klastrów, po przekroczeniu pewnych swoich wielkości mają na nie wpływ negatywny – trudnością wynikającą z teorii jest więc znalezienie punktu krytycznego, przy którym następuje przesycenie”.
Dla klastrów, podobnie jak dla innych bytów, wyodrębnić można cykl życia, który jest zarazem jednym z kryteriów ich podziału.
- embrionalne – zalążki konstytuujących się klastrów. Współpraca pomiędzy istniejącymi firmami zaczyna się dopiero tworzyć, są to najczęściej klastry operujące na stosunkowo młodych rynkach, np. w obszarze wysokich technologii.
- wzrostowe – rozwijające się i posiadające przestrzeń do dalszego rozwoju. Charakteryzują się większą, znacznie lepiej obserwowalną dynamiką tworzenia powiązań.
- dojrzałe – wykształcone formy, stabilne, dla których dalszy wzrost jest ciężki do osiągnięcia.
- schyłkowe formy rozpadu klastrów – klastry, które osiągnęły swój szczyt rozwoju i zaczynają się kurczyć. Może to być efekt związany z kurczeniem się rynków, na których operowały przedsiębiorstwa skupione w klastrze lub z innymi, niekorzystnymi zmianami w ich otoczeniu. Co jest istotne, klastry w fazie schyłkowej mają możliwość przeorganizowania swojej struktury, zmiany produkcji i powtórnego rozpoczęcia cyklu życia.

Ważnym spostrzeżeniem jest podobieństwo cyklu życia klastra do cyklu życia produktu w nim wytwarzanego. Poruszanie się pomiędzy fazami rozwoju przemysłu jest na ogół funkcją cyklu życia produktu w danym klastrze.

## Typy klastrów

### Podział według Markusen
Jednym ze stosowanych podziałów klastrów jest podział oparty na pracy Markusen:
- Klastry sieciowe
- Klastry koncentryczne (ang. hub & spoke)
- Klastry satelitarne (gałąź produkcji)
- Klastry instytucjonalne (zakotwiczone wokół instytucji)

#### Klastry sieciowe
Typowy klaster sieciowy składa się z sieci małych firm w tym samym lub podobnym sektorze produkcji, charakteryzujących się możliwością szybkiej adaptacji do zmieniającego się rynku i zróżnicowanych wymagań poprzez współpracę i używanie nowych technologii. Przedsiębiorstwa w klastrze wykorzystują zalety nieosiągalne dla przedsiębiorstw gdzie indziej, na przykład dostęp do lokalnej wiedzy i rynku pracy, niskich kosztów transportu i kosztów transakcyjnych, pokładów elastyczności, zaufania i współpracy oraz lokalnej infrastruktury, która wspomaga specjalizowaną sprzedaż, usługi i sieci dostawców. Najczęściej cytowanymi przykładami klastrów sieciowych są Dolina Krzemowa, Boston (Route 128) oraz północne Włochy. Ważną cechą wyróżniającą klastry typu sieciowego jest brak jednego centralnego punktu, wokół którego skupiają się przedsiębiorstwa – istnieje raczej zróżnicowana baza przedsiębiorstw.

#### Klastry typu koncentrycznego
Klastry koncentryczne (ang. Hub and Spoke, dosłownie „oś i szprychy”) charakteryzują się istnieniem wielkich przedsiębiorstw, wokół których zakotwiczona jest sieć dostawców (towarów i usług). Małe przedsiębiorstwa są często związane z przedsiębiorstwem dominującym poprzez łańcuch dostaw. Zalety sąsiedztwa dużych przedsiębiorstw wpływają na przyciąganie mniejszych przedsiębiorstw. W przeciwieństwie do klastrów sieciowych wielkie przedsiębiorstwa dominują w relacjach pomiędzy przedsiębiorstwami. Interakcje wynikają bardziej z powiązań w ramach dostaw niż ze współdzielenia innowacyjności. Usługi finansowe i biznesowe dostosowane są do potrzeb firm dominujących, a rynek pracy jest mniej elastyczny niż w klastrze sieciowym. Przewaga i zysk regionu zależą więc od przedsiębiorstwa lub przemysłu dominującego, a ten może powstrzymywać zdolność dostosowania się do zmian. Istnieje możliwość fragmentacji klastrów koncentrycznych. Region lokalizacji dużego przedsiębiorstwa może być trzonem, a inne regiony są tylko gałęziami produkcji. Klastry, które są szprychami dla osi można nazwać klastrami satelitarnymi. W regionie takim zachodzi minimum wymiany i współpracy, a większość powiązań stanowią zewnętrzne powiązania produkcyjne i inne związki z trzonem. Rynki pracy są zazwyczaj zależne od przedsiębiorstwa i charakteryzowane wysokim stopniem migracji do i z klastra.

#### Klastry instytucjonalne
Klastry instytucjonalne znane także jako klastry typu state-anchored (skupione wokół instytucji publicznych) zdominowane są przez publiczne lub niedochodowe jednostki, takie jak: laboratoria badawczo-rozwojowe, uniwersytety, systemy obronne lub administracja publiczna. Duże instytucje przyciągają grono dostawców nastawionych na zaspokajanie ich potrzeb. Instytucja w porównaniu do innych rodzajów klastrów odgrywa tu silnie dominującą rolę. Klastry instytucjonalne są generalnie zorientowane na zewnątrz, odpowiadając przede wszystkim na zapotrzebowanie instytucji, która może być również zorientowana na zewnątrz. Rozwój lokalnej przedsiębiorczości jest celem drugorzędnym. Klastry tego typu, zwłaszcza te zdominowane przez pojedynczą wielką instytucję, mogą stać się zależne ekonomicznie od źródła finansowania tej instytucji.
Niezależnie od przytoczonego wyżej podziału klastrów według A. Markusen w zarządzaniu stosowane jest pojęcie struktura sieciowa, obejmująca wszystkie wyróżnione rodzaje klastrów, nie przesądzając jednak ich zwartości terytorialnej. Takie struktury mogą być efektywnym czynnikiem rozprzestrzeniania się innowacji

### Klastry lokalne i eksportowe
W polityce gospodarczej istotne znaczenie ma podział na:
- klastry lokalne (ang. local clusters), wytwarzające produkty (świadczące usługi) na potrzeby rynku lokalnego
- klastry eksportowe (ang. traded clusters), posiadające klientów poza regionem i krajem, w których działają.

## Przykłady klastrów

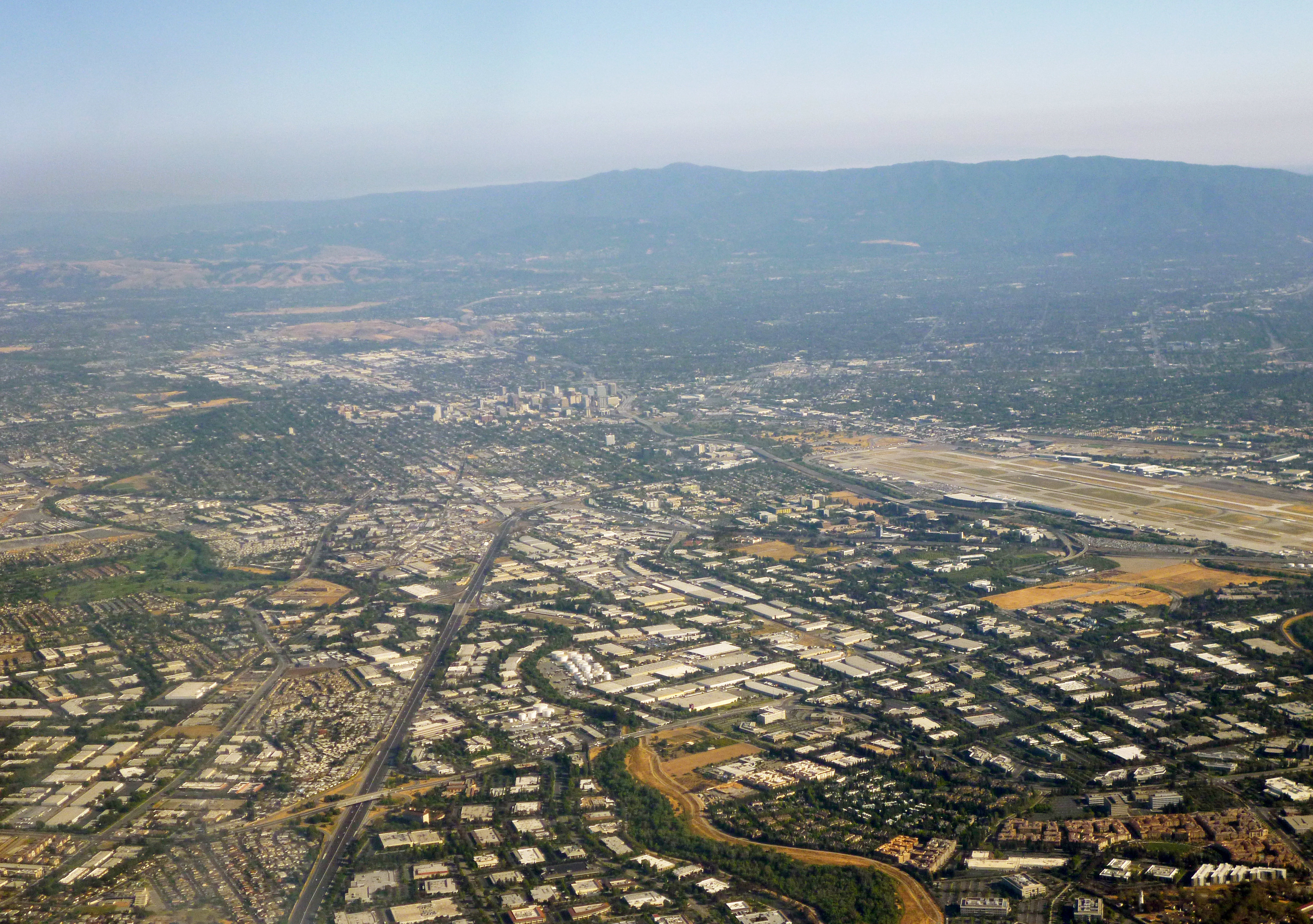
Dolina Krzemowa w Kalifornii

### Na świecie
- Bangalore (outsourcing, produkcja oprogramowania)
- Bollywood (kinematografia)
- Cambridge (nowoczesne technologie)
- City of London (usługi finansowe)
- Detroit (motoryzacja)
- Dolina Krzemowa (nowoczesne technologie)
- Dolina Lotnicza (sektor lotniczy)
- Route 128 (nowoczesne technologie)
- Hollywood (kinematografia)
- Nowy Jork (usługi finansowe)
- Silicon Fen (nowoczesne technologie)
- Sophia-Antipolis (nowoczesne technologie)
- Stuttgart (motoryzacja)
- Toyota (miasto) (motoryzacja)
- Wolfsburg (motoryzacja)

### W Polsce
- Dolina Lotnicza
- Klastry gospodarcze w Bydgoszczy

## Zalety i wady z działalności w klastrze
Do najważniejszych korzyści dla przedsiębiorstw z obecności w klastrze należą:
- możliwość pozyskiwania informacji o nowych rynkach, zmieniających się oczekiwaniach klientów, nowych trendach, technologiach, narzędziach zarządzania;
- możliwość naśladowania najlepszych rozwiązań organizacyjnych, wymiany wiedzy oraz uczenia się od innych przedsiębiorstw, co wpływa pozytywnie na wzrost produktywności i innowacyjności;
- rozwinięty rynek wyspecjalizowanych dostawców;
- łatwość zatrudnienia wykwalifikowanych pracowników;
- niższe koszty działalności, m.in. dzięki wykorzystywaniu zasobów i infrastruktury klastra oraz geograficznej bliskości dostawców (niższe koszty transportu);
- promocja klastra i jego uczestników w kraju i za granicą, co obniża koszty marketingu i wpływa pozytywnie na wzrost sprzedaży;
- wsparcie eksperckie lokalnych uczelni wyższych oraz ośrodków badawczych;
- łatwość rozpoczęcia działalności (obecność potencjalnych klientów, ułatwienia dla przedsiębiorców wprowadzane przez zaangażowane w rozwój klastra władze lokalne, dobra infrastruktura, zainteresowanie funduszy venture capital, co pomaga zdobyć kapitał na początkowym etapie działalności przedsiębiorstwa).

Do wad działalności w klastrze zalicza się niedobór i konkurowanie przez firmy o pracowników oraz wyższe koszty czynników produkcji (np. nieruchomości).

## Klastry w polityce gospodarczej
Od lat 90. XX wieku koncepcja klastrów jest wykorzystywana w polityce gospodarczej, zarówno na poziomie krajowym, jak i regionalnym. Koncepcję klastrów jako narzędzie rozwoju gospodarczego promują m.in. Komisja Europejska, OECD, Bank Światowy i UNIDO. W 2008 Komisja Europejska określiła ramy polityki na rzecz wsparcia rozwoju większej liczby światowej klasy klastrów w Unii Europejskiej. W Polsce klastry wspierają m.in. Polska Agencja Rozwoju Przedsiębiorczości i (od 2015) spółki zarządzające specjalnymi strefami ekonomicznymi.
Zorganizowane działania prowadzone w celu wzmocnienia wzrostu i konkurencyjności klastrów, w które zaangażowane są firmy, administracja publiczna oraz instytucje badawcze, nazywane są inicjatywami klastrowymi (ang. cluster initiatives). Są one często zarządzane przez wyspecjalizowane podmioty – organizacje klastrowe.